# 神道揚心流
神道楊心流（しんとうようしんりゅう）とは松岡克之助尚周が開いた柔術の流儀。

## 流儀の歴史
神道楊心流は、1864年5月1日に松岡克之助が、天神真楊流の技法と戸塚派揚心流を融合し直心影流の理合を導入して開いた流派である。
神道楊心流柔術の流祖、松岡克之助尚周は、旧黒田藩士で、幕末期に講武所修業人に選ばれ、その後幕臣に登用された。松岡克之助は宝蔵院槍術、剣術を千葉周作と榊原鍵吉に学び、天神真楊流柔術を磯正智に、戸塚派揚心流を戸塚英俊に学び、神道楊心流を元治元年に創始した。
常陸国真壁郡上野村に神道館道場を建て門弟を指導した。神道楊心流の入門帳に血判署名した門人は3000人を数え、目録以上の免許授与者は786名いた。
神道楊心流の目録免許は、乱取仕合で講道館の強い五段を相手に互角に勝負できるようにならなければ出されなかった。また切紙免許で強い者だと大日本武徳会や講道館の三段と互角に試合ができた。
日中戦争が始まった頃から、神道揚心流柔道と称し独自に審査会を開いて段位を認定していた。その認定者だけを大日本武徳会の審査会へ申請していた。
神道楊心流は、松岡克之助、二代目猪瀬元吉、三代目松岡龍雄と伝承されたが松岡龍雄が4代目を決めていなかったため、神道揚心流同門会を設立し藤原稜三が代表となった。
松岡龍雄の存命中に4代目を選出する予定であったが決まらず、また同門会から後継者が出なかったため神道楊心流は活動停止した。

## 高村派新道楊心流
高村派新道楊心流とは、小幡茂太系の神道楊心流である。小幡茂太は最初に揚心古流を戸塚彦助から学んだ。その後、1885年に松岡克之助に弟子入りして神道楊心流を学び1895年に免許皆伝を得て、本部に許可を取り小幡派新道楊心流として独立した。1898年に浅草に道場を開き門弟を指導した。
小幡茂太系の伝承では神道楊心流の初期の流名は、「神」が「新」で新道楊心流だったとされる。
小幡派新道楊心流は、小幡の孫である高村雪義が継いだ。高村雪義は終戦後にスウェーデンに移住しストックホルムで新道楊心流を教えた。高村は日系アメリカ人と結婚しアメリカカリフォルニア州に移住、同地で高村派新道楊心流という名称に変えて道場を開いた。高村は2000年3月に72歳で亡くなった。高村から免許皆伝を得たのは、大阪府のタカギ イソ（漢字不明）、イギリスのDavid Maynard、アメリカのToby Threadgillの三人である。2003年にタカギとDavid Maynardは引退し、Tobin E. Threadgillが会長となった。
現在は、Takamura ha shindo yoshinkai(高村派新道楊心会)がアメリカ、スペイン、ドイツ、カナダ、フランス、ポルトガル、フィンランド、スウェーデン、ニュージーランド等で活動している。

## 流派の内容
松岡克之助の道場では夜間に稽古が行われ、乱取では寝技、絞、関節技を主とした。毎夜必ず仮死者を出し、自然に活法が練習された。
乱取が終わった後に形の稽古を行った。形については太刀は木刀を使い、時には真刀を用いた。当身と絞め技で仮死者を出し、ここでまた活法が教えられた。
乱取では袖の短い上衣と、短い股引である猿股を用いた。他流との試合が多かったとされる。
切紙71手（手解から裸體捕までの形）、目録20手、合わせて91の型があり、さらに裏、返し技、大小を伴う形、乱捕等が含まれる。切紙免許を取得するためには、手解、投返、初段、中段、裸体捕の合計71本の技法と誘活、襟活法を身につけなければなかった。
目録免許で百三ヶ所の急所（殺法）と活法、骨法が教授される。
大刀、小刀をの伴う形、極意当身技、三活法、四活法、気当等は別伝免許として分離独立させている。松岡の道場では直心影流剣術も教えられており、別伝は直心影流の裏技として剣術の門人にも伝えられた。
小刀捕（表7本、裏7本）、大刀捕（表7本、裏7本）は、和道流に短刀捕、真剣白刃捕として表技だけ取り入れられている。
源流の天神真楊流では上段の形として20本の形があるが、神道楊心流では上段の形がなく口伝となっている。これは大小を伴う形を別伝として分離独立させていたことから、上段の形を定め手数のみ増して似た稽古をする必要を認めなかったためである。
三活法は溺死・落死・縊死、四活法は湯気・煙気・寒気・打気に際しての活である。
手解　10手
両手、打手、逆手、逆指、諸手、両胸、片胸、別、捕、髪
投返　基本技10手、応用技50手以上
腕落、背落、襟落、袖落、足車、腰車、肩車、横帯、前帯、当帯
初段居捕　10手
真之位、添捕、御前捕、襟車捕、飛違捕、
抜身之目附捕、鐺返、両手捕、壁捕、渡捕
初段立合　10手
行違捕、引落、片胸捕、両手捕、両胸捕、
仮捨捕、絹潜、襟投捕、手髪捕、渡捕
中段居捕　14手
神之位、鐘木捕、左胸捕、右胸捕、御前捕、襟車捕、飛違捕、
抜身之目附捕、惣者捕、柄捕、前腰捕、両手捕、右当捕、引立
中段立合　14手
行違捕、鐘木捕、右胸捕、腰附捕、小具足捕、頭捕、連拍子、
胸搦、柄捕、返投、腰車捕、腕挫捕、捨身捕、大小捕
裸体捕　　3手
前捕、左右捕、後捕
極意上段（口伝）
八相 発破、一刀両断、竜尾（左右二本）、面影（左右二本）、
松風、早船、陰之構之事、陽之構之事、相心之事、相手之事、
極意、気当、惣体、口上極意之事、不立之勝、十悪
別伝
小刀捕、大刀捕、三活法、四活法など

## 系譜
免許皆伝の門人は下記の系譜の他にもおり、多数の系統が存在した。
二代目は猪瀬元吉、三代目は松岡龍雄である。
- 松岡克之助源尚周
  - 猪瀬元吉藤原周行
    - 松岡龍雄源尚歩 （1989年(平成元年)死去）松岡克之助の孫
      - 神道揚心流同門会（代表、藤原稜三）
      - 中山辰三郎行義[注釈 1]
        - 大塚博紀　（和道流柔術拳法）

  - 小幡茂太（小幡派新道楊心流）
    - 松広波白
    - 高村雪義（小幡茂太の孫。波白にも師事。）高村派新道楊心流
      - たかぎ いそ（日本、大阪）
      - David Maynard（ヨーロッパ）
      - Toby Threadgill （アメリカ）